# Agenesi
Agenesi (gr.: a- ikke + genesis frembringen) er en mangelfuld udvikling af et eller andet organ stammende fra en abnormitet i fosterlivet.
| Lægevidenskab | Spire Denne artikel om lægevidenskab er en spire som bør udbygges. Du er velkommen til at hjælpe Wikipedia ved at udvide den. |